# Sleeping with the Past
Sleeping with the Past è il trentesimo album (il ventiduesimo in studio) dell'artista britannico Elton John, pubblicato il 29 agosto 1989.

## Descrizione
L'album fu registrato in Danimarca (e precisamente ai Puk Studios, Randers); dedicato a Bernie Taupin (storico paroliere della superstar britannica), si presenta come un dichiarato omaggio alla musica soul degli anni Sessanta e ad artisti R&B come Marvin Gaye e Otis Redding (menzionati peraltro nell'allegra Club at the End of the Street). I brani però, di chiaro stampo pop (nonostante l'ispirazione), sono decisamente influenzati dai suoni che imperversavano sulla scena musicale mondiale sul finire degli anni Ottanta, con largo uso di effetti elettronici.
Questo disco (prodotto da Chris Thomas) è l'ultimo album in studio a presentare un Elton dipendente da alcool e droghe; nel 1990, infatti, il pianista di Pinner si chiuderà in un centro di disintossicazione, liberandosi dalle varie dipendenze e dando un corso regolare alla propria vita.
Sleeping with the Past non ottenne una grande accoglienza dalla critica; ebbe invece un grandissimo consenso di pubblico. Debuttò alla #6 nel Regno Unito, ma i due singoli Sacrifice e Healing Hands, dapprima usciti separatamente, ebbero scarsi riscontri; quando però furono accorpati in un unico singolo benefico nel giugno 1990, essi raggiunsero la prima posizione nella Official Singles Chart (la seconda dai tempi di Don't Go Breaking My Heart e la prima a mettere in evidenza esclusivamente Elton) e immediatamente trascinarono alla #1 anche l'album di provenienza (cosa che non succedeva dai tempi di Greatest Hits, incredibile a dirsi). L'LP raggiunse una #23 negli USA e una #6 in Italia; divenne inoltre il disco di Elton più venduto in Danimarca, e il suo primo album platino dai tempi di A Single Man. Venne pubblicata come singolo anche la già citata Club at the End of the Street, mentre nell'Europa continentale furono commercializzate sia Whispers (#11 in Francia) che Blue Avenue: quest'ultima toccò la Top 75 olandese.
Sleeping with the Past è ancora oggi apprezzatissimo dai fans e segna il ritorno al grande successo commerciale che accompagnò John lungo tutti gli anni Novanta.
Nel 1998 ne è stata pubblicata la versione rimasterizzata, contenente due tracce bonus. In questa versione Durban Deep presenta un missaggio vocale differente ed è leggermente più lunga.

## Tracce
Tutti i brani sono stati composti da Elton John e Bernie Taupin.
1. Durban Deep – 5:32
2. Healing Hands – 4:23
3. Whispers – 5:30
4. Club at the End of the Street – 4:49
5. Sleeping with the Past – 4:58
6. Stones Throw from Hurtin' – 4:55
7. Sacrifice – 5:09
8. I Never Knew Her Name – 3:32
9. Amazes Me – 4:37
10. Blue Avenue – 4:21

### Tracce bonus (CD 1998)
1. Dancing in the End Zone – 3:55
2. Love is a Cannibal – 3:55

## B-sides
| Brano                                                            | Formato                                      |
| ---------------------------------------------------------------- | -------------------------------------------- |
| "Sad Songs (Say So Much) (Live)"                                 | Healing Hands CD (UK)                        |
| "Dancing in the End Zone"                                        | Healing Hands 12"/CD (UK), 7" (US/UK)        |
| "Love is a Cannibal"                                             | Sacrifice 12"/CD (UK), 7" (US/UK)            |
| "Give Peace a Chance"                                            | Club at the End of the Street 7"/12"/CD (UK) |
| "I Don't Wanna Go On With You Like That (Live)"                  | Club at the End of the Street 12"/CD (UK)    |
| "Healing Hands (Eltone Mix)"                                     | Healing Hands 12" (UK)                       |
| "Healing Hands (Shep Pettibone Remix aka The Healing Hands Mix)" | Healing Hands 12" (UK)                       |

## Formazione
- Elton John - voce, cori, tastiera
- Jonathan Moffet - batteria
- Peter Iversen - programmazione
- Romeo Williams - basso
- Davey Johnstone - chitarra, cori
- Fred Mandel - tastiera, chitarra, organo Hammond
- Guy Babylon - tastiera
- Vince Denham - sax
- Marlena Jeter, Natalie Jackson, Mortonette Jenkins - cori